# Bund Oberland (Schweiz)
Der Bund Oberland ist eine rechtsextreme Organisation in der Schweiz.
Die im Berner Oberland agierende Gruppe konzentriert sich ausschliesslich auf die Region Bern, Spiez, Wimmis, Brienz sowie Interlaken und Unterseen. Überregionale oder gar internationale Zusammenarbeiten mit anderen Organisationen und Gruppierungen wie bspw. beim Projekt Schulhof-CD scheinen eine Ausnahme darzustellen. Die Internetpräsenz des «Bundes Oberland» wird von den Vereinigten Staaten aus betreut und auch dessen Postfach befindet sich in Newport, Minnesota.

## Aktivitäten
Die politisch-kulturellen Aktivitäten des Bund Oberland reichen vom Verteilen von Flugblättern, einer Kollekte für den Holocaustleugner Germar Rudolf und der Betreuung weiterer Gefangenen aus der "nationalen Bewegung" bis hin zum Vertrieb von holocaustkritischer Literatur. Die Verteilung der Projekt Schulhof-CD "Anpassung ist Feigheit" und des amerikanischen Project Schoolyard ist ebenfalls ihnen zuzuschreiben. Letztere CD wurde vom nordamerikanischen White-Power-Label Panzerfaust Records herausgegeben, zu dem die Aktivisten des Bund Oberland bis zu dessen Auflösung scheinbar ein ausserordentlich gutes Verhältnis pflegten und Vermutungen nach auch finanziell unterstützt wurden.
Ein vermeintliches Mitglied wurde im Februar 2005 wegen Einfuhr mehrerer hundert Project-Schoolyard-CDs verurteilt.
Seit Anfang 2006 sanken die Internet-Aktivitäten der Organisation, jedoch wird vermutet, dass die Aktivisten weiterhin an diversen Projekten, sowie beim Bund Oberland mitwirken.

## Vermutete Hintergründe
Es ist die erste Organisation, deren Akvisten es bis dato gelang, unerkannt zu bleiben. Szenenkenner vermuten führende PNOS-Kader sowie freie Kräfte aus dem Umfeld der Hammerskins und von Blood and Honour. Die Anzahl der Aktivisten ist ebenfalls nicht bekannt. Es dürfte sich aber den Schätzungen nach um etwa 5–10 Personen im Alter von 20 bis 30 Jahren handeln.
Die PNOS-Sektion Berner Oberland, getragen vom Spiezer Mario Friso, kann als erster Schritt in die Öffentlichkeit, als auch der Nationalen Erneuerungsbewegung im Berner Oberland ein Gesicht zu verleihen, beobachtet werden. Die von der Bundespartei sehr autonome Oberländer Sektion der PNOS stellt jedoch nur die Spitze des Schaffens des «Bundes Oberland» dar. Aufgrund der vom «Bund Oberland» geschaffenen Strukturen und der Nutzung der PNOS Berner Oberland sind personelle Überschneidungen garantiert. Der Vorsitzende der Sektion Oberland Mario Friso dementierte die Zusammenhänge zwischen PNOS Oberland und dem «Bund Oberland» bisweilen jedenfalls nicht.
Dieses Foto vom PNOS-Parteitag 2006 zeigt die Zusammenhänge zwischen der PNOS Berner Oberland und dem «Bund Oberland» mit deutschen Rechtsextremisten auf. Mario Friso, zusammen mit Michael Haldimann und Thomas Gerlach in Wauwil LU.